# Cedry Wielkie (gemeente)
De gemeente Cedry Wielkie is een landgemeente in het Poolse woiwodschap Pommeren, in powiat Gdański.
De gemeente bestaat uit 13 administratieve plaatsen solectwo : Błotnik, Cedry Małe, Cedry Wielkie, Długie Pole, Giemlice, Kiezmark, Koszwały, Leszkowy, Miłocin, Stanisławowo, Trutnowy, Trzcinisko, Wocławy
De zetel van de gemeente is in Cedry Wielkie.
Op 30 juni 2004 telde de gemeente 6117 inwoners.

## Oppervlakte gegevens
In 2002 bedroeg de totale oppervlakte van gemeente Cedry Wielkie 124,28 km², waarvan:
- agrarisch gebied: 82%
- bossen: 0%

De gemeente beslaat 15,67% van de totale oppervlakte van de powiat.

## Demografie
Stand op 30 juni 2004:
| Omschrijving                   | Totaal | Totaal | Vrouwen | Vrouwen | Mannen | Mannen |
| ------------------------------ | ------ | ------ | ------- | ------- | ------ | ------ |
| eenheid                        | aantal | %      | aantal  | %       | aantal | %      |
| inwoners                       | 6117   | 100    | 3085    | 50,4    | 3032   | 49,6   |
| bevolkingsdichtheid (inw./km²) | 49,2   | 49,2   | 24,8    | 24,8    | 24,4   | 24,4   |

In 2002 bedroeg het gemiddelde inkomen per inwoner 1603,48 zł.

## Aangrenzende gemeenten
Gdańsk, Ostaszewo, Pruszcz Gdański, Stegna, Suchy Dąb